# Supernova (Ray LaMontagne)
Supernova è il quinto album in studio del cantautore statunitense Ray LaMontagne, pubblicato nel 2014.

## Tracce
1. Lavender – 4:25
2. Airwaves – 4:41
3. She's the One – 3:17
4. Pick Up a Gun – 5:05
5. Julia – 3:21
6. No Other Way – 3:37
7. Supernova – 3:55
8. Ojai – 4:35
9. Smashing – 4:40
10. Drive-In Movies – 5:03

## Classifiche
| Classifica (2014) | Posizione raggiunta |
| ----------------- | ------------------- |
| Stati Uniti       | 3                   |